# Guarabira Esporte Clube
Guarabira Esporte Clube foi um clube de futebol da cidade de Guarabira no estado da Paraíba

## História
O Guarabira foi criado em 1930, com a denominação de Guarabira Futebol Clube e suas cores iniciais foram o preto e vermelho. A primeira versão do clube teve vida curta, mas acabou motivando alguns desportistas do extinto clube à novamente se reunirem e fundar uma nova agremiação no dia 24 de junho de 1936, desta vez denominada de Guarabira Esporte Clube.
O novo clube acabou herdando parte do patrimônio do time antigo e em pouco tempo tornou-se o principal clube da cidade de Guarabira. A partir de 1946, o alvi-celeste passou a condição de clube de maior influência da região norte da Paraíba. O prestigio da equipe rendeu a participação na primeira edição do Campeonato Paraibano do Interior, em 1949, promovido pela Federação Paraibana de Futebol.
A participação motivou os dirigentes guarabirenses a inserir a equipe no Campeonato Paraibano  de 1952. Entretanto, a péssima campanha na competição e os altos custos forçaram o clube a pedir licença em 1953, retornando somente em 1959, quando mais uma vez, o clube deixou a desejar. As experiências na competição auxiliaram os dirigentes a buscar o profissionalismo.
Em 1964, o então presidente Benedito Targino conseguiu recursos para novamente participar do Campeonato Paraibano. O alvi-celeste guarabirense conquistou o vice-campeonato do Torneio Inicio de 1967. Em 35 participações na Primeira Divisão do estadual, o Guarabira obteve o seu melhor desempenho em 1969, quando conquistou o terceiro lugar. A maior sequência de participações foi entre 1979 e 1994, quando o clube foi rebaixado para a Segunda Divisão, de onde sairia vencedor em 1995. Em 1996, terminou com a pior campanha na classificação geral, agravada após perder 5 pontos. Fora dos campeonatos de 1997 e 1998, o Espantalho do Brejo fez uma boa campanha ao chegar à segunda fase em 1999, sendo eliminado pelo Campinense. Não repetiu o bom desempenho nas edições de 2000 e 2001
Também em 2001, a equipe representou a Paraíba no Campeonato Brasileiro da Série C. Terminou na quarta colocação do Grupo C, onde os dois primeiros se classificaram (Treze-PB e São Gonçalo-RN, respectivamente em 1º e 2º lugar). O grupo ainda contava com o Corinthians-AL em 3º, o Botafogo-PB em 5º e o Atlético-PB em 6º. A última participação do Guarabira em competições oficiais foi em 2002, quando caiu ainda na primeira fase.
Na galeria de grandes jogadores, o antigo Guarabira Esporte Clube deu-se ao luxo de possuir nos seus elencos grandes atletas: Da Silva, França, Vavá, Nilton Sinval, Zé Preto, Totonho, Grilo, Antonino, Manoel Pirpirituba, Geraldo Pereira, Naldo Santiago, Fraga, Carlinhos, Lula (goleiro que tomou o gol 999 de Pelé quando jogava pelo Botafogo-PB), Mano (que mais tarde jogaria pelo Treze), Gilson, Gil Araújo, e o mais folclórico deles: Guri, criativo nas frases que pronunciava.
Dos mais recentes atletas que passaram pelo Guarabira, os jogadores mais lembrados são: Pedrinho Cangula, Tiquinho, Beto Potiguar, Rudmar, Gilson Sergipano, Ita, Ivan, Fábio e Walter Sanharó. Wagner Caaporã foi o jogador mais recente que deixou saudades entre os torcedores da atual Desportiva Guarabira. Carlinhos Paraíba, procedente da cidade de Rio Tinto, foi o jogador que mais conseguiu êxito atuando pelo clube alviazulino, posteriormente saiu de Guarabira para o Santa Cruz e teria passagem destacada pelo Coritiba, equipe da primeira divisão do futebol brasileiro.
Dos grandes feitos da história do futebol guarabirense, a vitória do antigo Guarabira Esporte Clube sobre o Treze em 1984, por 1x0, com gol de Tiquinho, transformou-se na maior glória do clube em termos de vitória fora de casa. Outro momento de destaque foi a presença de Roberto Dinamite para a disputa do Torneio Início de 1991, visando promover a competição. O ídolo do Vasco da Gama chegou a perder uma cobrança de pênalti na estreia, contra o Nacional de Cabedelo, defendida pelo goleiro Neto (que herdaria posteriormente o apelido "Dinamite").
Os tabus fizeram parte da história de Guarabira Esporte Clube e Nacional de Patos, pois o Guarabira passou vários anos sem vencer o adversário. Por ocasião da contratação de Pedrinho Cangula (pai de Marcelinho Paraíba), o tabu foi quebrado em uma partida realizada no Estádio Sílvio Porto contra o próprio Nacional, quando Pedrinho Cangula fez o gol da vitória.
Consta na história do futebol guarabirense dados importantes sobre o trabalho das divisões de base, foram encontrados nos registros detalhes sobre a revelação de grandes jogadores que deram sua alma pelo futebol de Guarabira. Os dados apontam jogadores valiosos que foram revelados na cidade: Josias, Paulinho, Duca, Paulo Cézar, Abel, França, Neném, Cirino, Naldo Santiago, Carlinhos de Seu Ivan, Gilvan Ribeiro, Gilmário, Gilson, Cazuza (goleiro), Geraldo Cândido, Wilson Catatumba e Garrincha.
Outros grandes jogadores atuaram pelo antigo Guarabira Esporte Clube e o forte do futebol guarabirense foi sempre a revelação de grandes valores.
No ano de 2004, o Guarabira Esporte Clube foi extinto e, em seu lugar, foi fundado no dia 2 de maio de 2005, a Associação Desportiva Guarabira, que herdou as cores, o patrimônio e o escudo do antigo clube.

## Títulos
| Estaduais | Estaduais                              | Estaduais | Estaduais  |
|           | Competição                             | Títulos   | Temporadas |
| --------- | -------------------------------------- | --------- | ---------- |
|           | Campeonato Paraibano - Segunda Divisão | 1         | 1995       |